# Episodi di Space Ghost Coast to Coast (quinta stagione)
La quinta stagione della serie animata Space Ghost Coast to Coast, composta da 11 episodi, è stata trasmessa negli Stati Uniti, da Cartoon Network, dal 7 agosto al 25 dicembre 1998.
In Italia la stagione è inedita.
| nº | Titolo originale   | Prima TV USA      |
| -- | ------------------ | ----------------- |
| 1  | Terminal           | 7 agosto 1998     |
| 2  | Toast              | 14 agosto 1998    |
| 3  | Lawsuit            | 21 agosto 1998    |
| 4  | Cahill             | 28 agosto 1998    |
| 5  | Warren             | 4 settembre 1998  |
| 6  | Chinatown          | 11 settembre 1998 |
| 7  | Rio Ghosto         | 18 settembre 1998 |
| 8  | Pal Joey           | 25 settembre 1998 |
| 9  | Curses             | 6 novembre 1998   |
| 10 | Intense Patriotism | 4 dicembre 1998   |
| 11 | Waiting for Edward | 25 dicembre 1998  |

## Terminal
- Titolo originale: Terminal
- Scritto da: Pete Smith e Matt Harrigan

### Trama
Space Ghost rivela di star morendo e inizia a cercare qualcuno che lo sostituisca. Per confermare la triste prognosi, il Dott. Drew Pinsky appare nel suo show. Più tardi, quando afferma che è "arrivato il momento", il supereroe si sdraia sul pavimento per alcuni secondi prima di aprire gli occhi e rendersi conto che essendo un fantasma è già morto.
- Guest star: Dr. Drew Pinsky, Marc Weiner.

## Toast
- Titolo originale: Toast
- Scritto da: Matt Harrigan, Pete Smith e Dave Willis

### Trama
Space Ghost decide di corteggiare la sua ospite Merrill Markoe, con l'aiuto dell'ospite Adam Carolla. Tuttavia, tutti i consigli si ritorcono contro e Merrill finisce disgustata da Space Ghost. Zorak flirta con successo con Merrill e quando Space Ghost sorprende Zorak a farlo, risolvono violentemente le loro divergenze nel The Jerry Springer Show.
- Guest star: Merrill Markoe, Adam Carolla, John Henson.

## Lawsuit
- Titolo originale: Lawsuit
- Scritto da: Evan Dorkin e Sarah Dyer

### Trama
Space Ghost è stato citato in giudizio dai suoi ex aiutanti Jan e Jace, per aver trattenuto i loro profitti insieme ad altre cose. Space Ghost accetta l'aiuto di Greta Van Susteren e la causa viene respinta quando viene rivelato che l'avvocato di Jan e Jace, il Dott. Nightmare, è il figlio di Ted Turner.
- Guest star: Greta Van Susteren.

## Cahill
- Titolo originale: Cahill
- Scritto da: Ben Karlin e Brian Posehn

### Trama
Una presunta tempesta diretta verso Ghost Planet si rivela essere una festa di carnevale.
- Guest star: Garrett Morris, Mark McEwen.

## Warren
- Titolo originale: Warren
- Scritto da: Matt Maiellaro

### Trama
Guardando il The Warren Show, Space Ghost nota che è stato intervistato da Warren nonostante non ricordi di essere mai stato ospite nello show. Space Ghost, Moltar e Zorak si recano quindi nella caverna di Warren per indagare sulla situazione e all'arrivo, il supereroe scopre che il suo clone apparso nello show si chiama Gary (in riferimento al doppiatore originale di Space Ghost, Gary Owens). Dopo aver distrutto Gary, Warren è furioso e riesce a rubare lo show di Space Ghost. Space Ghost distrugge quindi Warren per rappresaglia.
- Nota: La prima messa in onda dell'episodio conteneva una modifica estesa in cui gli stessi eventi si sono svolti tre volte di seguito, durando 35 minuti senza interruzioni pubblicitarie. La versione più corta di 12 minuti è stata trasmessa per la prima volta il 6 settembre 1998. La versione più estesa è stata successivamente pubblicata sul DVD The 1998 Episodes.
- Guest star: Gary Owens, Bruce Hampton.

## Chinatown
- Titolo originale: Chinatown
- Scritto da: Dave Willis

### Trama
Space Ghost scambia Moltar con una squadra di baseball giapponese. Moltar viene sostituito nella sala di controllo da un cane. Zorak decide quindi di dedicare una canzone al cane, mentre il supereroe intervista la supermodella Tyra Banks.
- Guest star: Tyra Banks, Rebecca Romijn.

## Rio Ghosto
- Titolo originale: Rio Ghosto
- Scritto da: Mark Banker

### Trama
Space Ghost scrive una sceneggiatura e intervista gli ospiti Ben Stiller, Kevin Smith e Jim Jarmusch come potenziali candidati alla regia del suo film. Alla fine, Space Ghost decide di dirigere il film da solo.
- Guest star: Ben Stiller, Kevin Smith, Jim Jarmusch.

## Pal Joey
- Titolo originale: Pal Joey
- Scritto da: Pete Smith

### Trama
Joey, un ex tirocinante zelante, infastidisce Space Ghost con le sue buffonate. Per punizione, Space Ghost lo distrugge e smaltisce il suo cadavere nello spazio.
- Guest star: Michael Moore.

## Curses
- Titolo originale: Curses
- Scritto da: Pete Smith

### Trama
Space Ghost è afflitto dalla Maledizione di Kintave ed è spinto a mangiare tutti i suoi ospiti. Alla fine, anche Zorak e Moltar non possono sfuggire al loro famelico appetito. La raffinata Shirley Manson viene risparmiata dal momento che non ha molto da "farsi mangiare".
- Guest star: Moby, Emo Philips, Shirley Manson, James Kirkconnell.

## Intense Patriotism
- Titolo originale: Intense Patriotism
- Scritto da: Dave Willis

### Trama
Space Ghost pensa che Ghost Planet si stia trasferendo negli Stati Uniti d'America e si immerge nello spirito americano. Tuttavia, il pianeta atterra in Messico.
- Guest star: Jeff Foxworthy.

## Waiting for Edward
- Titolo originale: Waiting for Edward
- Scritto da: Matt Harrigan, Matt Maiellaro, Pete Smith e Dave Willis

### Trama
Space Ghost intervista Denis Leary, facendogli domande senza senso. Moltar distrugge Ghost Planet e il supereroe appare successivamente in un campo estivo, spiegando come ha salvato il Natale.
- Guest star: Denis Leary.